# Švédské království (1523–1611)
Švédské království (švédsky Konungariket Sverige) byl od roku 1523 samostatný státní útvar v severní Evropě, kdy se králem stal Gustav I. Vasa. Dynastie Vasovců vládla od roku 1521, od roku 1611 dosahuje Švédsko velmocenského postavení, zejména za vlády krále Gustava Adolfa, který dovedl Švédy k značným úspěchům v třicetileté válce, ale nakonec padl v bitvě u Lützenu roku 1632.
Švédsko získalo značná území, např. pobaltské státy, Pomořansko a další, po třicetiletá válce se stalo evropskou mocností a získalo kolonie v zámoří, čímž se zařadilo mezi koloniální říše.